# Толубеевский проезд
Толубе́евский прое́зд — проезд в историческом районе Парнас в Выборгском районе Санкт-Петербурга. По проекту проходит из-за улицы Михаила Дудина до улицы Шишкина. Реально существует 1,5-километровый участок от улицы Николая Рубцова до улицы Шишкина.

## История
Название было присвоено 28 декабря 2016 года в честь актёров Ю. В. Толубеева и А. Ю. Толубеева. На тот момент ни одного участка Толубеевского проезда не существовало.
Первый участок Толубеевского проезда — от улицы Николая Рубцова до Заречной улицы — был открыт в начале 2020 года. Это двухполосная дорога длиной около 1 км. Весной 2022 года был открыт второй участок — от Заречной улицы до проектного перекрестка с улицей Шишкина. Это четырехполосная дорога длиной 500 метров. Участок тупиковый: на проектном перекрестке с улицей Шишкина обустроено место для разворота. Застройщиком обоих участков было ООО «Главстрой-СПб специализированный застройщик».
Весной 2023 года планируется открыть еще один участок Толубеевского проезда — от улицы Михаила Дудина до улицы Меркурьева. Пуск движения решено синхронизировать со вводом двух поликлиник, которые строятся на этом участке Толубеевского проезда.

## Застройка
- № 6 — поликлиника (2023[5])
- № 8, корпус 1, — поликлиника (2023[5])
- № 8, корпус 2, — апарт-отель (2022[6])
- № 14, корпус 1, — жилой дом (2019[7])
- № 14, корпус 2, — детский сад (2024[8])
- № 16 — кафе (2020[9])
- № 18, корпус 1, — жилой дом (2020[9])
- № 18, корпус 2, — школа (2024[10])
- № 20, корпус 1, — жилой дом (2020[9])
- № 24 — жилой дом (2019[7])
- № 26, корпус 1, — жилой дом (2019[7])
- № 26, корпус 2, — детский сад (2024[11])
- № 32 — жилой дом (2024[12])
- № 34, корпус 1, — жилой дом (2024[13])
- № 34, корпус 2, — жилой дом (2024[12])
- № 34, корпус 3, — жилой дом (2024[12])
- № 38, корпус 1, — жилой дом (2022[14])
- № 38, корпус 2, — жилой дом (2022[14])
- № 38, корпус 3, — жилой дом (2022[14])
- № 40 — жилой дом (2022[14])

## Пересечения
Улица пересекается со следующими магистралями:
- улица Михаила Дудина
- улица Меркурьева
- улица Николая Рубцова
- Заречная улица
- улица Шишкина